# Juan Carlos Dyrzka
Juan Carlos Dyrzka (Buenos Aires, 24 de marzo de 1941– 26 de junio de 2012) fue un atleta argentino cuya especialidad eran los 400 metros llanos y en vallas.
Obtuvo diecinueve títulos argentinos, dos iberoamericanos y cinco medallas de oro de un total de catorce en campeonatos sudamericanos que lo convirtieron en el mejor representante argentino en este certamen.

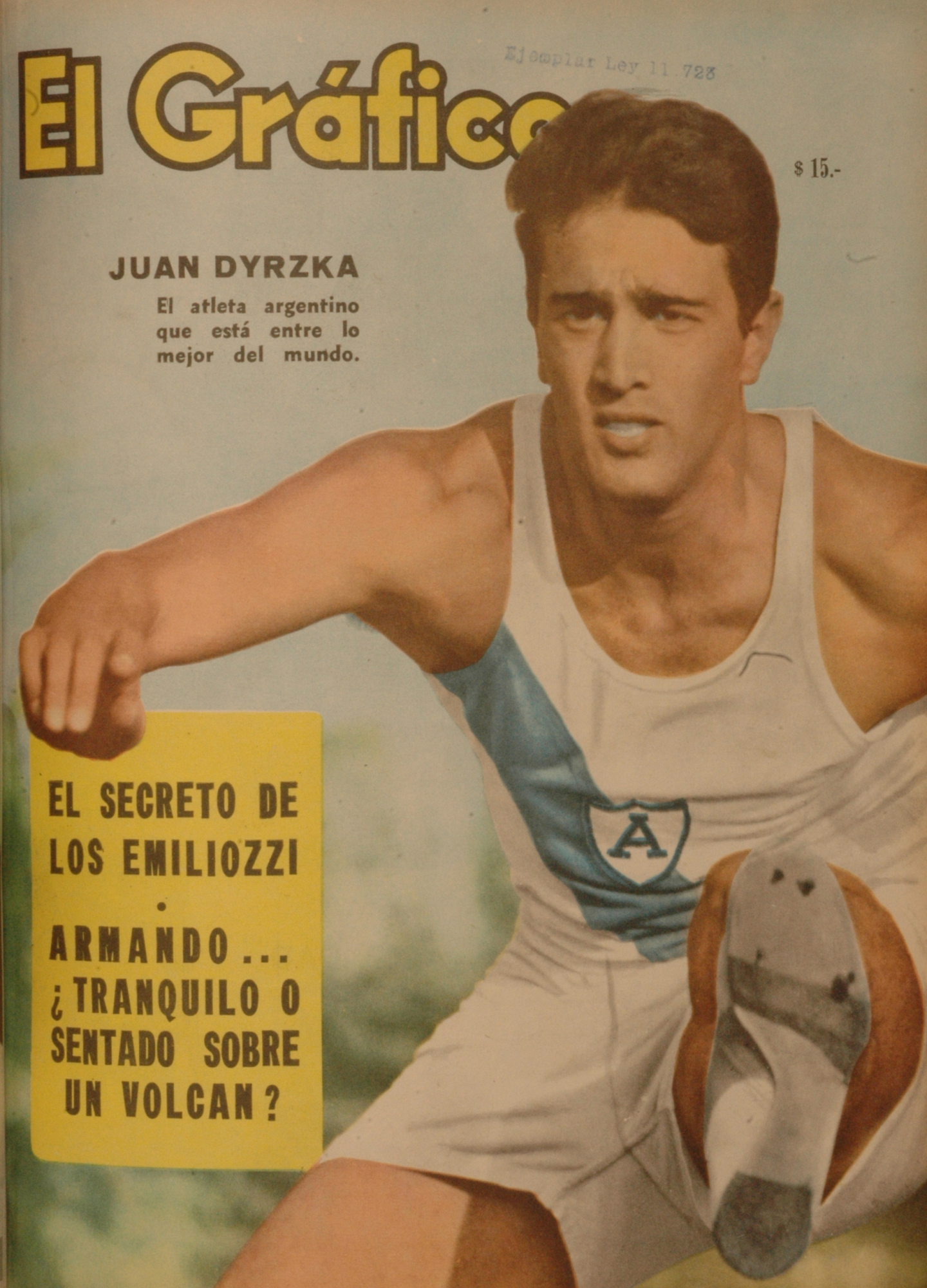
Juan Dyrzka en 1963

En 1963 obtuvo una medalla de oro en los Juegos Panamericanos. Ese mismo año le otorgaron el Premio Olimpia de Oro como mejor deportista argentino del año. 
Su récord argentino establecido el 13 de octubre de 1968 con 49 segundos y 82 centésimas para los 400 metros con vallas fue en su momento marca mundial y el más antiguo de todos los topes argentinos, hasta que fue superado el 9 de abril de 2017 por Guillermo Ruggeri.
Compitió en los Juegos Olímpicos de 1964 y en los 1968.
Murió a los 71 años por problemas cardiacos.